# Pomnik Robotników Solidarności w Zielonej Górze
Pomnik Robotników Solidarności – pomnik znajdujący się na skwerze przy ul. Ułańskiej  autorstwa rzeźbiarza Henryka Gawanowskiego. Odsłonięty został w 1981 r.

## Historia
Pomnik stanął w maju 1981 r. przed pierwszą siedzibą NSZZ „Solidarność” w Zielonej Górze. Trzy figury robotników ustawiono bezpośrednio na ziemi, bez cokołu i pomalowano na żywe kolory: żółty, zielony i brązowy. Po wprowadzeniu stanu wojennego mieszkańcy składali pod pomnikiem kwiaty i znicze. W 1982 r. pomnik został zdemontowany i ukryty. Postaci robotników zostały przypadkowo odkopane w 1996 r. Zostały zrekonstruowane, odnowione, pomalowane na biało i wkrótce powróciły na pierwotne miejsce. 

## Opis
Pomnik składa się z trzech ponad dwumetrowych postaci robotników oraz kilku tablic. Na jednej widnieje napis logo Solidarność, następna zawiera cytat: „Solidarność to jedność serc, wysiłków i rąk, zakorzeniona w ideałach, które są zdolne przemieniać świat na lepszy - ks. Jerzy Popiełuszko”. Kolejna głosi: „Bóg Honor Ojczyzna - Ofiarom stanu wojennego zamordowanym i represjonowanym w obronie godności, wolności i solidarności w latach 1981-1990 - Stowarzyszenie Osób Represjonowanych w Stanie Wojennym 13.12.2011”. 